# Gonzalo Porras
Gonzalo Fabián Porras Burghi (Montevideo, 31 de enero de 1984) es un ex-futbolista uruguayo. Jugaba de centrocampista y su último equipo fue Villa Teresa de la Segunda División de Uruguay.
Es tricampeón uruguayo. Con Danubio conquistó el Campeonato Uruguayo de Fútbol 2013-14 y con Nacional el Campeonato Uruguayo de Fútbol 2014-15 y el Campeonato Uruguayo de Primera División 2016.

## Estadísticas
| Club               | País      | Año         | Partidos | Goles | Asistencias | Promedio |
| ------------------ | --------- | ----------- | -------- | ----- | ----------- | -------- |
| Alianza            | Uruguay   | 2002 - 2004 | 7        | 0     | ?           | 0,00     |
| Liverpool          | Uruguay   | 2005        | 7        | 0     | ?           | 0,00     |
| Juventud           | Uruguay   | 2005 - 2008 | 79       | 4     | ?           | 0,05     |
| River Plate        | Uruguay   | 2008 - 2010 | 20       | 0     | 0           | 0,00     |
| Danubio (préstamo) | Uruguay   | 2010        | 28       | 0     | 2           | 0,07     |
| River Plate        | Uruguay   | 2010 - 2012 | 27       | 1     | 0           | 0,03     |
| Toluca (préstamo)  | México    | 2012        | 3        | 0     | 0           | 0,00     |
| River Plate        | Uruguay   | 2012 - 2013 | 27       | 1     | 0           | 0,03     |
| Danubio (préstamo) | Uruguay   | 2013 - 2014 | 30       | 1     | 6           | 0,23     |
| Nacional           | Uruguay   | 2014 - 2018 | 102      | 2     | 11          | 0,12     |
| Olimpo             | Argentina | 2018        | 4        | 0     | 0           | 0,00     |
| Cerro              | Uruguay   | 2018 - 2019 | 20       | 0     | 0           | 0,00     |
| Villa Teresa       | Uruguay   | 2019 - 2020 | 18       | 0     | 1           | 0,00     |
| Total              |           | 2002 - 2020 | 372      | 9     | 20          | 0,02     |

## Palmarés

### Torneos nacionales
| Competición         | Club     | País    | Año     |
| ------------------- | -------- | ------- | ------- |
| Campeonato Uruguayo | Danubio  | Uruguay | 2013-14 |
| Campeonato Uruguayo | Nacional | Uruguay | 2014-15 |
| Campeonato Uruguayo | Nacional | Uruguay | 2016    |
| Torneo Intermedio   | Nacional | Uruguay | 2017    |

### Distinciones individuales
| Distinción                                                       | Año     |
| ---------------------------------------------------------------- | ------- |
| Mejor volante de marca del Campeonato Uruguayo por El Observador | 2014/15 |
| Mejor jugador del Campeonato Uruguayo (oficial)                  | 2014/15 |